# Toxicité chronique
La toxicité chronique, c’est-à-dire le développement d’effets néfastes résultant de l’exposition à long terme à un contaminant ou à un autre facteur de stress, est un aspect important dans la toxicologie aquatique. Les effets néfastes associés à cette toxicité peuvent être directement mortels mais ne sont plus souvent que sublétaux ; il s’agit notamment de changements dans la croissance, la reproduction ou le comportement. La toxicité chronique s’oppose à la toxicité aiguë, qui se produit sur une période plus courte et à des concentrations plus élevées. Il est possible de réaliser différents tests de toxicité pour évaluer la toxicité chronique de différents polluants, et ils s’étendent généralement sur au moins 10 % de la durée de vie d’un organisme. On peut utiliser les résultats des tests de toxicité chronique en milieu aquatique pour établir les recommandations en matière de qualité de l’eau et les réglementations concernant la protection des organismes aquatiques. 